# مارینوس بستر
مارینوس بستر (انگلیسی: Marinus Bester؛ زادهٔ ۱۶ ژانویهٔ ۱۹۶۹) بازیکن فوتبال اهل آلمان است.
از باشگاه‌هایی که در آن بازی کرده‌است می‌توان به باشگاه فوتبال شالکه ۰۴، باشگاه فوتبال هامبورگ، و باشگاه ورزشی وردر برمن اشاره کرد.